# Dornauhof
Der Dornauhof, auch Vischerhof genannt, war ein Edelhof, der sich am  Grazer Kalvariengürtel befand. Seine Geschichte reicht bis ins 14. Jahrhundert zurück 1711 wurde der Hof abgerissen und 1870 an seiner Stelle das Hirtenkloster errichtet.

## Beschreibung
Im Jahre 1615 umfasste das Gut den Hof selbst sowie einen Garten und mehrere Wiesen.

## Geschichte
Der Dornauhof wurde erstmals im 14. Jahrhundert erwähnt. Er war damals ein einfacher Bauernhof und befand sich wohl im Besitz der Herren von Walsee. Später kam er in den Besitz der Landesfürsten. 1512 bekam Ulrich Vierteller das Kaufrecht für das Gut verliehen. Während der zweiten Hälfte des 16. Jahrhunderts war das Gut im Besitz der Familie Hofmann. Georg Hofmann vererbte 1601 den Hof an seine Schwester Juliana Strussnig. 1604 beklagte sie sich über Übergriffe der in der Nachbarschaft ansässigen Jesuiten. 1608 übergab sie den Hof an ihre beiden Söhne. Die Söhne übergaben 1615 das hochverschuldete Gut an deren Schwager Georg Dörrer. Da dieser nicht in der Lage war, die hohen Schulden abzuzahlen, musste er den Dornauhof 1634 an Wolfgang Vischer verkaufen. Dessen Sohn versetzte 1652 den Hof an Johann Gabriel Freiherrn von Maschwander, war aber in der Lage, ihn bald darauf wieder zurückzulösen. 1662 verkaufte Vischer das Gut an Johann von Grienbach. Bis 1710 wechselte das Gut noch häufig seine Besitzer. In diesem Jahr gelangte es in den Besitz von Sigmund Herrn von Stubenberg, welcher es 1711 an die Jesuiten verkaufte. Der zu diesem Zeitpunkt bereits baufällige Dornauhof wurde abgerissen und an seiner Stelle wurde 1870 das Hirtenkloster erbaut.

## Nachweise
- Robert Baravalle: Burgen und Schlösser der Steiermark. Leykam, Graz 1995, ISBN 3-7011-7323-0, S. 7 (Nachdruck von 1961).

Koordinaten: 47° 5′ 3,2″ N, 15° 24′ 59,8″ O